# جزيرة باك ريف النصب التذكاري الوطني
على أن لا تخلط مع جزيرة باك الطنية للحياة الفطرية - Buck Island National Wildlife Refuge
جزيرة باك ريف النصب التذكاري الوطني أو مجرد جزيرة باك هي جزيرة صغيرة غير مأهولة بالسكان، حجمها 176 فدان (712000 متر مربع) وحوالي 1.5 ميل (2.4 كم) إلى الشمال من الساحل الشمالي الشرقي لسانت كروا، جزر العذراء الأمريكية. تأسست لأول مرة كمنطقة محمية من قبل حكومة الولايات المتحدة في عام 1948، بهدف الحفاظ على «واحدة من أرقى الحدائق البحرية في البحر الكاريبي». وقد أنشأت الولايات المتحدة النصب التذكاري الوطني في عام 1961 من قبل جون كينيدي وإلى حد كبير تم توسيعه عام 2001 بواسطة بيل كلينتون، مع معارضة مريرة من الصيادين المحليين. جزيرة باك النصب التذكاري الوطني هي واحدة من الأماكن القليلة في جزر العذراء حيث البجع البني المهددة بالانقراض وهددت لئلا خطاف البحر العش.

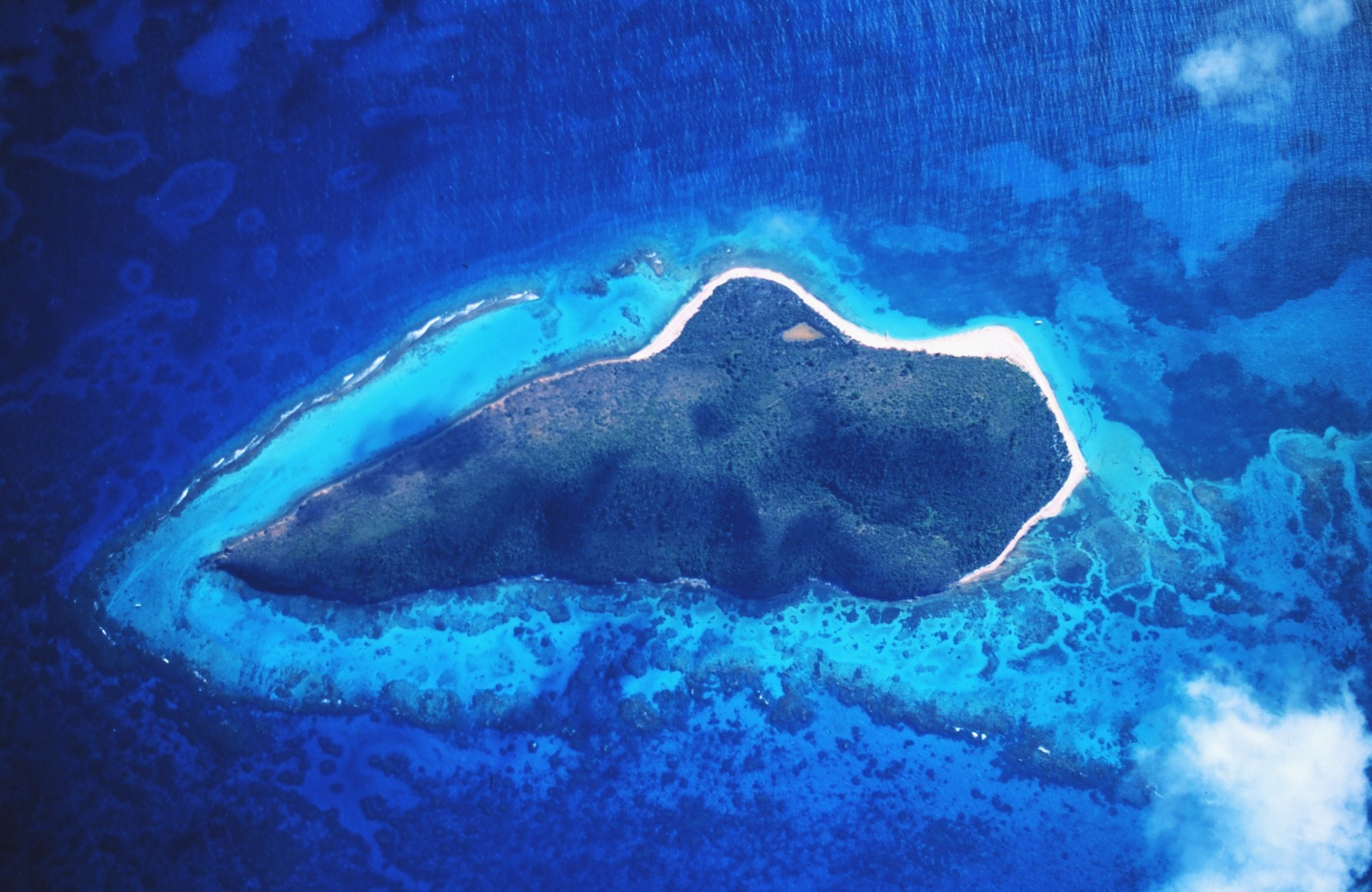
جزيرة باك ريف النصب التذكاري الوطني

أكثرية منطقة النصب التذكاري، والتي تدار من قبل دائرة الحدائق الوطنية، هي تحت الماء ويجذب حوالي 50,000 زائراً سنويا. مع 4554 فدان (18.43 km2) من الشعاب الطويلة هناك الكثير للاستكشاف والتجربة في الماء. يمكن للسباحين متابعة درب ملحوظ تحت الماء على الطرف الشرقي. وهو واحد من ثلاثة مسارات فقط تحت الماء في الولايات المتحدة. على طول الطريق هناك لوحات تحتوي على معلومات حول النباتات والحيوانات البحرية التي توجد عادة في المنطقة. ويحيط ثلثي الجزيرة من قبل ELKHORN الشعاب المرجانية كحاجز، وتوفير نظام بيئي لأكثر من 250 نوعا من الأسماك ومجموعة متنوعة من الحياة البحرية الأخرى بما في ذلك اسماك الشعاع المرقطة، وأسماك القرش الممرضة وأسماك القرش الليمونية، وقرش الشعاب المرجانية Blacktip وقرش الشعاب المرجانية Whitetip. في فصل الربيع السلاحف الجلدية المعرضة للخطر تأتي إلى الشاطئ لتضع عشها بينما السلاحف الخضراء وسلاحف منقار الصقر تضع عشها خلال أشهر الصيف. شاطئ السلاحف على الطرف الغربي من الجزيرة يتميز بشاطئ الرمال البيضاء النقية واختير واحدا من أجمل الشواطئ في العالم من حيث ناشيونال جيوغرافيك.
وقد اهتمت دائرة الحدائق الوطنية بجزيرة باك لأكثر من 20 عاما. وتركز معظم الأبحاث على الأسماك والسلاحف البحرية، البجع البني. الكوارث الطبيعية مثل الأعاصير، جنبا إلى جنب مع المشاكل التي من صنع الإنسان مثل جنوح السفن وتسرب النفط، أثرت سلبا على النظام البيئي. إعصار هوجو دمر أكثر من 80٪ من غابات الشاطئ، ودمرت ما يقرب من 100٪ من الحاجز المرجاني الجنوبي، وتآكل معظم مناطق التعشيش الأخضر ومنقار الصقر والسلاحف.
هناك بالفعل اثنين من جزر باك في جزر العذراء. واحدة إلى الشمال مباشرة من سانت كروا وهو محور النصب التذكاري الوطني والأخرى جزيرة باك الوطنية للحياة الفطرية تقعبالقرب من سانت توماس.

## صور

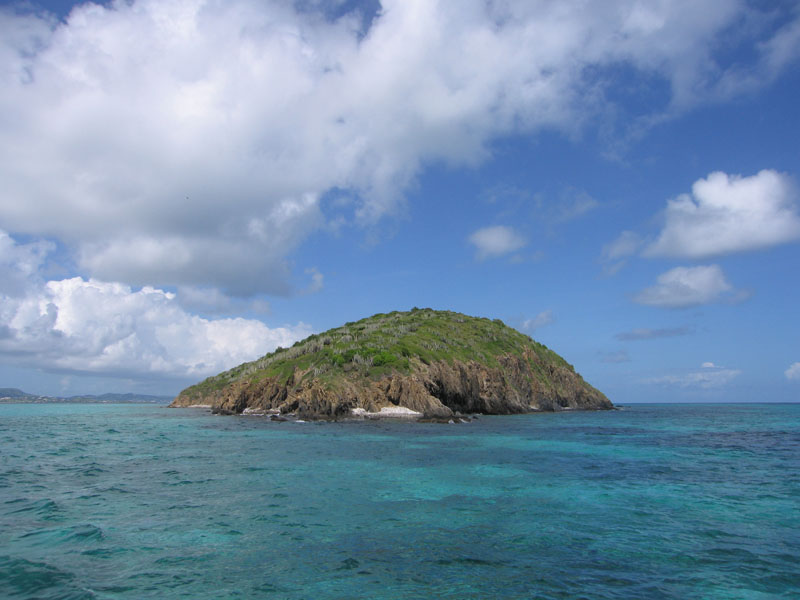
Buck Island seen from the East
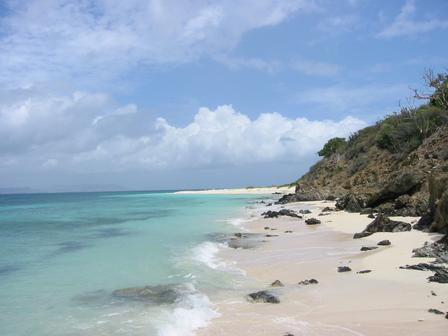
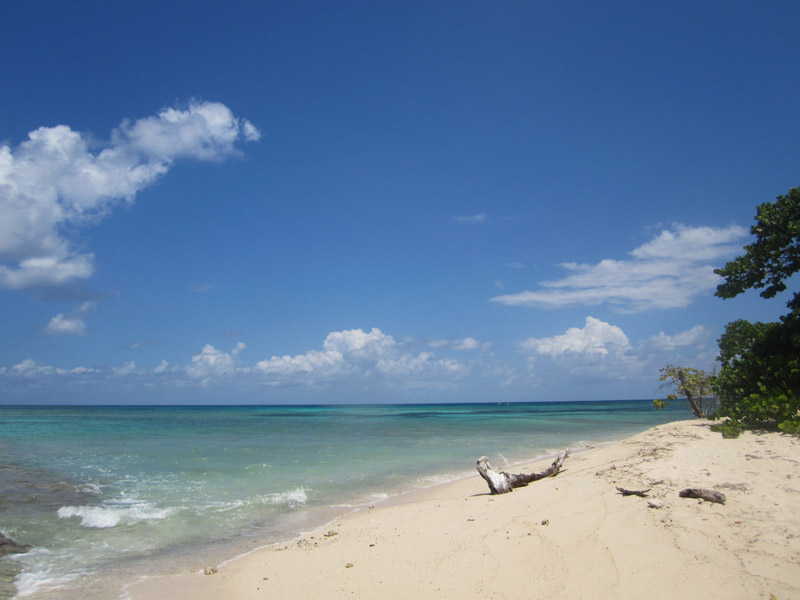
Turtle Beach at the western tip of the island
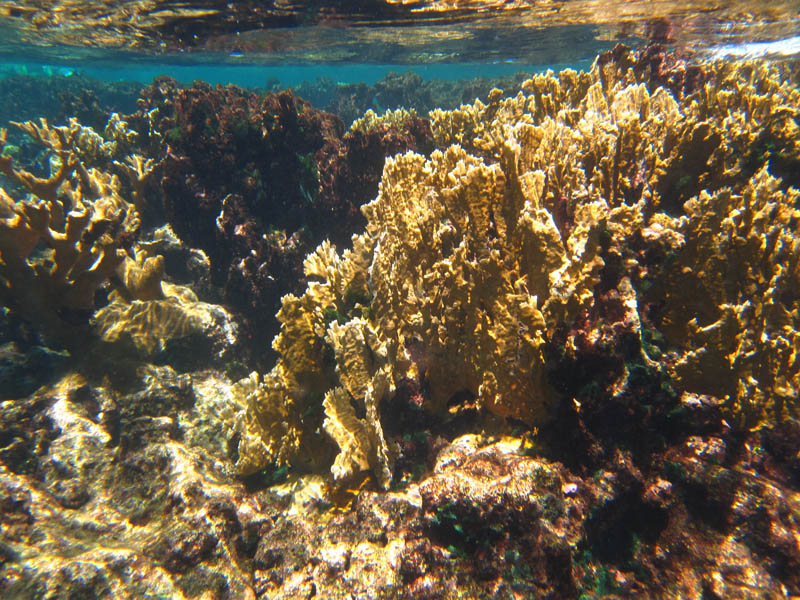
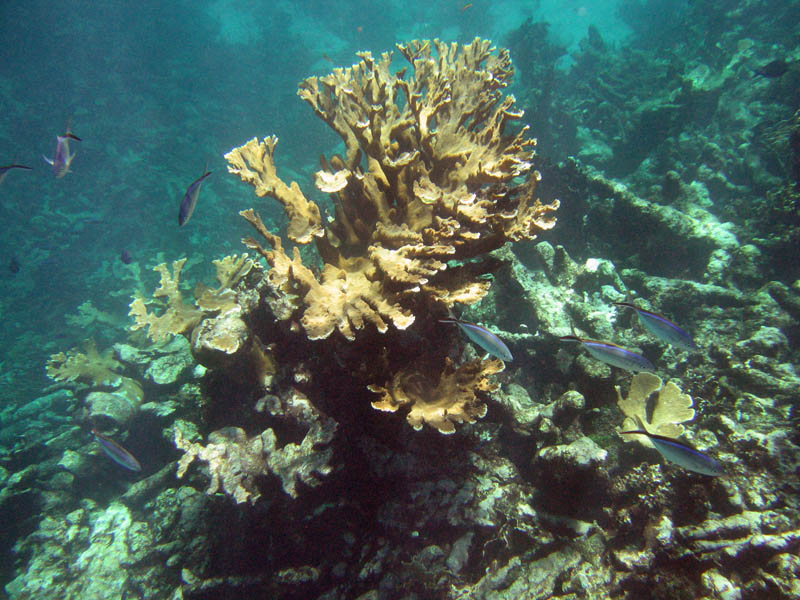
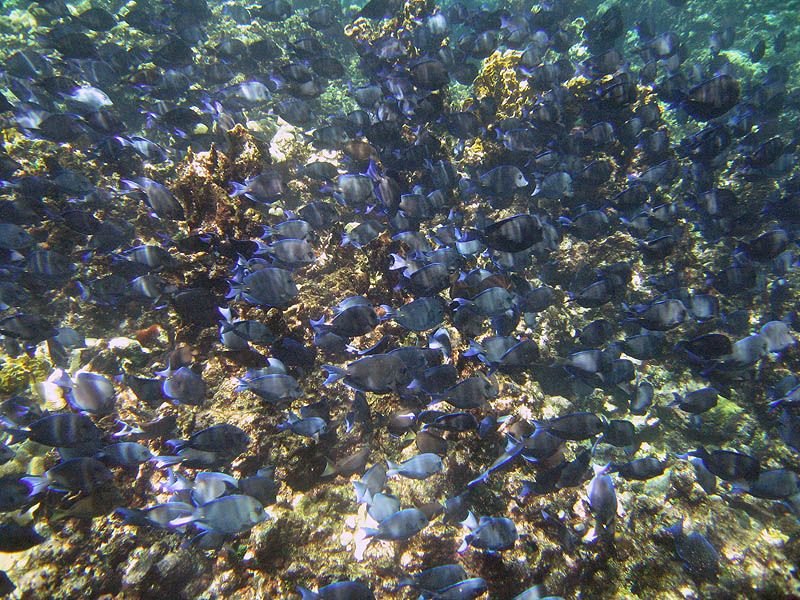
Shoal of blue tang  [لغات أخرى]‏s
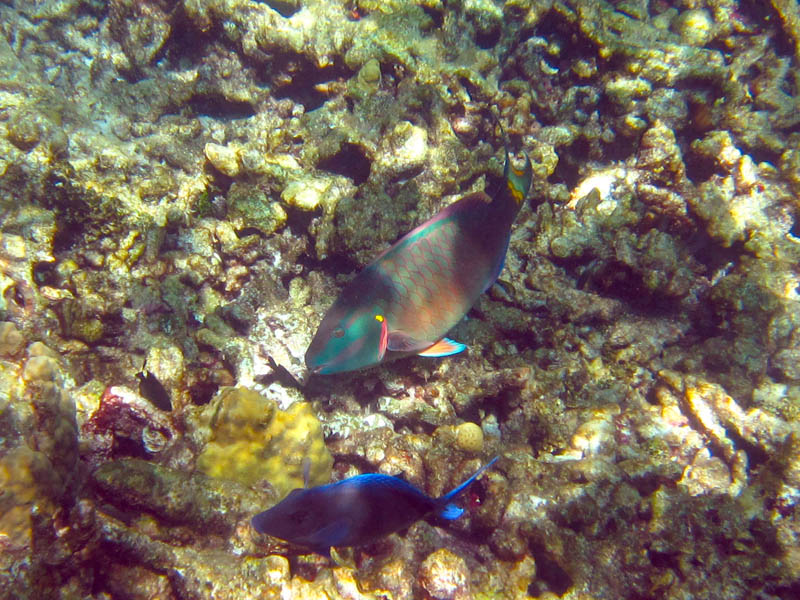
Stoplight parrotfish
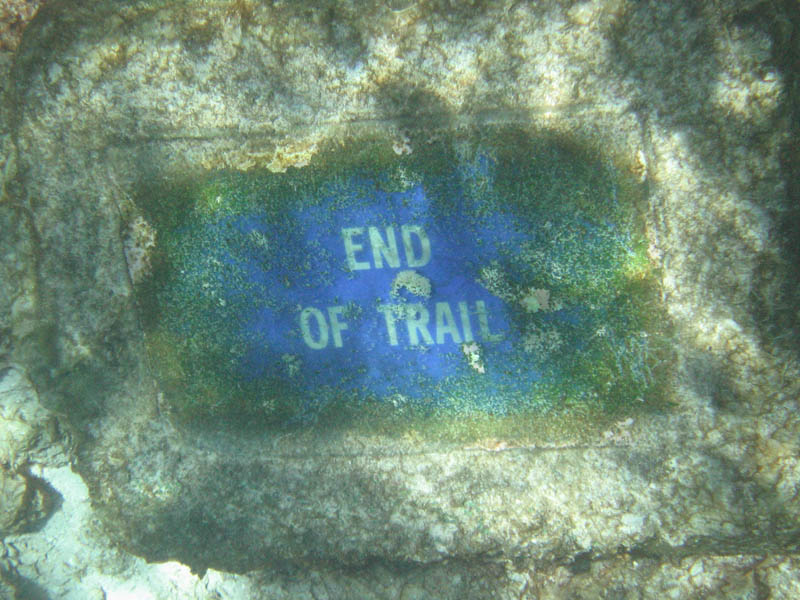
End of the underwater marked trail